# Andreaea willii
Andreaea willii är en bladmossart som beskrevs av C. Müller in Neumayer 1890. Andreaea willii ingår i släktet sotmossor, och familjen Andreaeaceae. Inga underarter finns listade i Catalogue of Life.